# Secondo Campini
Secondo Campini (28. srpna 1904, Bologna – 7. února 1980, Milán) byl italský inženýr a průkopník letectví. Podílel se na vývoji reaktivních motorů, například pro experimentální letoun Caproni-Campini N.1.
V roce 1931 Campini napsal italskému ministerstvu letectví návrh s popsáním výhod reaktivního pohonu. Založil také sdružení V.E.N.A.R. (Velivoli E Natanti A Reazione). O rok později v Benátkách předváděl loď s tímto pohonem. 5. února 1934 podepsal s ministerstvem smlouvu o výrobě dvou letounů s reaktivním motorem. S podporou ministerstva začal v roce 1934 spolupracovat s výrobcem letounů Società Aeroplani Caproni na vývoji letounu s tímto druhem motoru. Realizace projektu však vlivem italské války v Habeši a začátku druhé světové války začala až v roce 1940. První prototyp, který pilotoval Mario De Bernardi, vzlétl 27. srpna 1940.
Po druhé světové válce Campini emigroval do USA. Odjel sem na požadavek Prestona Tuckera (autora automobilu Tucker 48). Tucker a Campini vyvíjeli turbínou poháněný automobil. Snažili se také získat kontrakt amerického letectva pro svou nově založenou firmu Tucker Corporation. Po roce 1948 Secondo Campini pracoval na mnoha vojenských projektech včetně prototypu strategického bombardéru YB-49.